# QFP

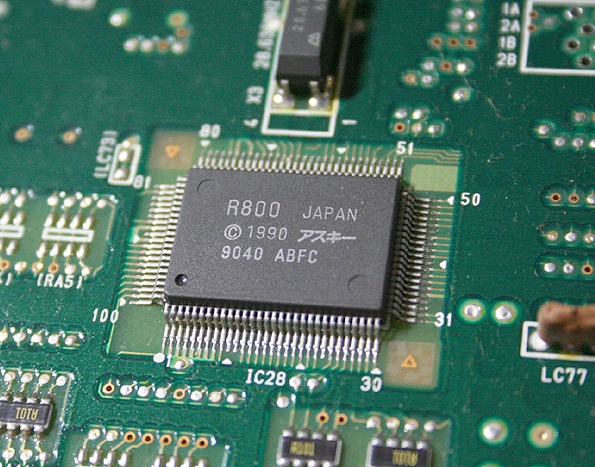
100ピンQFPの外観(例)プラスチックパッケージ

QFP（英: quad flat package）は電気部品の半導体のパッケージの一種である。
主に外形は四角形で、4辺から端子がつき出しており、プリント配線板の表面にはんだ付けされる。

## 概要
外形の材質はセラミック2枚程度をエポキシ樹脂で封止するセラミック・パッケージや、溶かしたプラスチックを射出成形するプラスチック・パッケージなどがある。
昔はセラミック・パッケージが主流だったが、セラミックはコストがかかること、またチップとセラミックパッケージの間を中空にするため、プリント配線板への実装後などに超音波洗浄を行うとボンディングワイヤが破断されることから、近年では主にセラミックパッケージは試作品またはそれほど大量に製造しない用途に、またプラスチック・パッケージは量産向けに使用される。

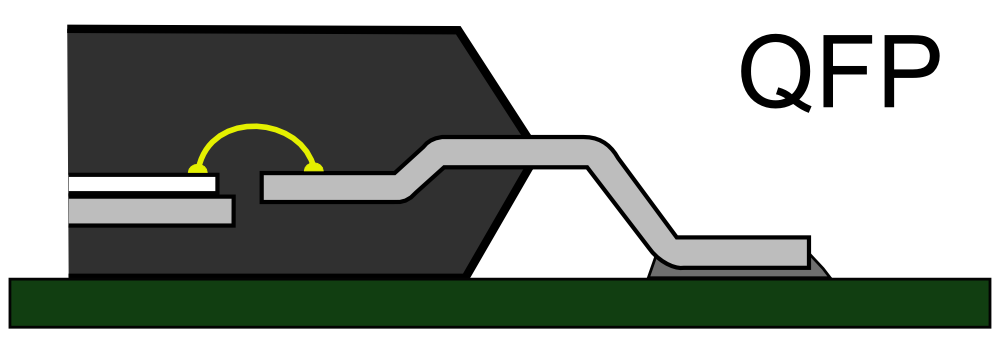
足部分の側面断面図

## 特徴
- プリント基板上での占有面積が比較的大きくなる。
- 表面実装のためプリント基板の配線の自由度が得られる。
- 比較的、部品の高さが低い。
- 半田での接続部分がよく見えるため、不良の確認が容易である。
- 技能があれば手作業での部品交換や不良接続の修正が行なえる。
- 単体での保管時に専用のトレイを使わない場合や、作業時などでQFP部品を手で扱う場合は、簡単に端子が曲がってしまう。